# بی‌تی‌جی پاکتوال
بی‌تی‌جی پاکتوال (انگلیسی: BTG Pactual) شرکت خدمات مالی برزیلی است، که در سال ۱۹۸۳ تأسیس شد.